# 景天白粉菌
景天白粉菌（学名：Erysiphe sedi）是属于白粉菌目白粉菌科白粉菌属的一种真菌，寄生在景天科植物上。该种分布于中国、日本、俄罗斯等地。